# Brighton & Hove Albion WFC
A Brighton & Hove Albion FC női labdarúgó csapatát 1991-ben hozták létre Crawleyban. A klub Anglia első osztályú bajnokságában, a Women's Super League-ben szerepel.

## Klubtörténet
A klubot hivatalosan 1991-ben alapították, azonban gyökereik az 1975–76-os évekre nyúlnak vissza, amikor a Brighton GPO női egyesülete az angol kupa elődöntőjébe jutott.

## Játékoskeret
2024. szeptember 16-tól
| #  |     | Poszt | Név                |
| -- | --- | ----- | ------------------ |
| 25 | ENG | K     | Hannah Poulter     |
| 28 | GER | K     | Melina Loeck       |
| 32 | ENG | K     | Sophie Baggaley    |
| 2  | NOR | V     | Maria Thorisdottir |
| 3  | ENG | V     | Poppy Pattinson    |
| 5  | NOR | V     | Guro Bergsvand     |
| 16 | COL | V     | Jorelyn Carabalí   |
| 19 | NED | V     | Marisa Olislagers  |
| 23 | NED | V     | Marit Auée         |
| 27 | SCO | V     | Rachel McLauchlan  |
| 6  | ESP | KP    | Vicky Losada       |
| 10 | SRB | KP    | Jelena Čanković    |

| #  |     | Poszt | Név                                          |
| -- | --- | ----- | -------------------------------------------- |
| 11 | JPN | KP    | Szeike Kiko                                  |
| 14 | ENG | KP    | Fran Kirby                                   |
| 17 | ENG | KP    | Rebecca Rayner                               |
| 18 | ENG | KP    | Maisie Symonds                               |
| 21 | USA | KP    | Madison Haley                                |
| 22 | SRB | KP    | Dejana Stefanović                            |
| 33 | AUS | KP    | Charlize Rule                                |
| 7  | TAN | CS    | Aisha Masaka                                 |
| 8  | GER | CS    | Pauline Bremer                               |
| 9  | ENG | CS    | Nikita Parris                                |
| 20 | ESP | CS    | Bruna Vilamala (kölcsönben a Barcelonától)   |
| 59 | ENG | CS    | Michelle Agyemang (kölcsönben az Arsenaltól) |

### Kölcsönben
| #  |     | Poszt | Név                                           |
| -- | --- | ----- | --------------------------------------------- |
| 12 | ENG | KP    | Libby Bance (kölcsönben a Bristol Citynél)    |
| 26 | CHN | V     | Li Meng-fen (kölcsönben a West Ham Unitednél) |
| 45 | ENG | CS    | Lily Dent (kölcsönben a Portsmouth-nál)       |

## Korábbi híres játékosok
| - Lily Agg - Kirsty Barton - Danielle Bowman - Ellie Brazil - Danielle Carter - Alex Cottier - Jorja Fox - Lucy Gillett - Kayleigh Green - Sophie Harris - Rosie Kmita - Maya Le Tissier - Jenna Legg - Kate Natkiel - Chloe Peplow - Sophie Perry - Tara Proctor - Alessia Russo - Donna Smith - Katie Startup | - Aileen Whelan - Fern Whelan - Zoe Morse - Taylor Smith - Brianna Visalli - Lydia Williams - Léa Cordier - Matilde Lundorf Skovsen - Laura Rafferty - Nora Heroum - Emma Koivisto - Léa Le Garrec - Friday Camaclang - Veatríki Szárí - Inessa Kaagman - Danique Kerkdijk - Emma Byrne - Megan Connolly - Marie Hourihan - Rianna Jarrett | - Cherelle Khassal - Denise O'Sullivan - Megan Walsh - Victoria Williams - I Gummin - Park Jeun - Ini-Abasi Umotong - Cecilie Fiskerstrand - Elisabeth Terland - Tatiana Pinto - Gemma Fay - Emma Kullberg - Amanda Nildén - Julia Zigiotti Olme - Rebekah Stott |